# Michel Subor
Michel Subor est un acteur français, né  le 2 février 1935 à Paris 12e et mort le 10 janvier 2022 à Toulouse (Haute-Garonne).

## Biographie

### Jeunesse
De son vrai nom Joseph Michel Subotzky, surnommé Mischa, il naît d'un père russe, ingénieur originaire de Moscou, et d'une mère azerbaïdjanaise, tous deux anti-bolchéviques et ayant fui l'URSS pour la France .

### Carrière
Michel Subor fait ses débuts au cinéma en 1955 dans Frou-frou d'Augusto Genina mais doit attendre 1961 pour décrocher un rôle important en tant que partenaire de Brigitte Bardot dans La Bride sur le cou (1961) de Roger Vadim. Séduit par sa voix, François Truffaut lui demande d'être le narrateur de Jules et Jim (1962). Michel Subor incarne Le Petit Soldat (1963) de Jean-Luc Godard et  l'amant de Marie-José Nat dans La Vie conjugale (1964) d'André Cayatte. Il tourne par la suite sous la direction d'Alfred Hitchcock L'Étau (1969). Il y incarne François Picard, le mari de Michèle Picard (Claude Jade) et le gendre du personnage principal, l'espion André Devereaux (Frederick Stafford). Contrairement au roman, Hitchcock laisse le personnage survivre à la tentative d'assassinat pour qu'il revienne blessé dans les bras de son épouse (« On m'a tiré dessus, juste un peu »).
Après une période de près de trente ans durant laquelle il tourne peu, Michel Subor effectue un retour au cinéma d'auteur à la fin des années 1990 grâce à Claire Denis qui le dirige dans Beau Travail (1999) en raison du souvenir d'« un bloc massif, imperméable » qu'elle avait gardé de l'acteur . En 2004, elle collabore à nouveau avec lui pour L'Intrus.

### Mort
Michel Subor meurt des suites d'un accident de voiture le 10 janvier 2022 à l'âge de 86 ans.

## Théâtre
- 1968 :  Akara de Romain Weingarten, mise en scène Daniel Zerki, Studio des Champs-Élysées : Le Chat

## Filmographie partielle

### Cinéma

#### Longs métrages
- 1955 : Frou-frou d'Augusto Genina : le jeune homme au restaurant (non crédité)
- 1958 : Un drôle de dimanche de Marc Allégret : un élève du cours (non crédité)
- 1959 : Mon pote le gitan de François Gir : Bruno Pittuiti
- 1960 : Le Petit Soldat  de Jean-Luc Godard : Bruno Forestier (interdit par la censure, sorti en 1963)
- 1961 : Vacances en enfer de Jean Kerchbron : André
- 1961 : La Bride sur le cou  de Roger Vadim : Alain Varnier
- 1961 : Jules et Jim  de François Truffaut : narrateur
- 1962 : Le Reflux de Paul Gégauff
- 1964 : La Vie conjugale d'André Cayatte : Roger 
  - Jean-Marc ou la Vie conjugale - 1er volet
  - Françoise ou la Vie conjugale - 2e volet
- 1965 : Quoi de neuf, Pussycat ?  de Clive Donner : Philippe
- 1965 : La Dame de pique de Léonard Keigel : Hermann
- 1966 : Su nombre es Daphne de Germán Lorente
- 1969 : L'Étau d'Alfred Hitchcock : François Picard
- 1969 : Hallucinations sadiques  de Jean-Pierre Bastid : l'inspecteur
- 1976 : Docteur Françoise Gailland  de Jean-Louis Bertuccelli : Régis Cabret
- 1977 : L'Imprécateur de Jean-Louis Bertuccelli : Brignon
- 1979 : Les Égouts du paradis de José Giovanni : Biki le Targui
- 1980 : Le Rebelle de Gérard Blain : Hubert Beaufils
- 1984 : Stress de Jean-Louis Bertuccelli : le commissaire de police
- 1985 : Passage secret de Laurent Perrin : Enrique
- 1985 : Le Quatrième Pouvoir de Serge Leroy : Xavier Marèche
- 1989 : La Révolution française, segment  « Les années terribles » de Richard T. Heffron : Vadier
- 1999 : Beau Travail  de Claire Denis : commandant Bruno Forestier
- 2000 : Ainsi soit-il de Gérard Blain : Barroux
- 2000 : La Fidélité  d'Andrzej Żuławski : Mac Roi
- 2001 : Sauvage Innocence  de Philippe Garrel : Chas
- 2004 : L'Intrus  de Claire Denis : Louis Trebor
- 2009 : White Material  de Claire Denis : Henri Vial
- 2012 : L'Hiver dernier de  John Shank : Hélier
- 2013 : Les Salauds de Claire Denis : Édouard Laporte

#### Court métrage
- 2014 : Voguons de Guillaume Viry

### Télévision

#### Téléfilms
- 1971 : La Nuit tourne mal de Pierre Viallet : le commissaire Polynius, dit Polly
- 1972 : Comme il vous plaira d'Agnès Delarive : Olivier
- 1972 : L'Oreille absolue de Philippe Condroyer : Yves Cardec
- 1981 : Cinéma 16 : Le Pilon : Roland Boileu
- 1997 : Un petit grain de folie de Sébastien Grall : Alexandre Pelozov

#### Séries télévisées
- 1970 :  Mauregard de Claude de Givray, épisodes 1925: Le Temps des plaisirs et 1940: Le Temps des colères : Charles-Auguste adulte
- 1973 : La Ligne de démarcation, épisode 10 Guillaume : Guillaume
- 1974 : Un curé de choc de Philippe Arnal
- 1974 : Les Cinq Dernières Minutes de Claude Loursais, épisode Rouges sont les vendanges (2.1) : Lucien Lesponne
- 1977 : Messieurs les jurés, épisode L'Affaire Vilquier
- 1982 : Au théâtre ce soir : Je leur laisserai un mot de Roger Saltel, mise en scène Max Fournel, réalisation Pierre Sabbagh, théâtre Marigny : Michel
- 1985 : Série noire, épisode Pas de vieux os : Frost
- 1991 : Tatort , épisode Finale am Rothenbaum : André
- 1991 : Nestor Burma, épisode Pas de bavards à la Muette (1.1) : M. Barnier-Dechambre
- 1991 : Le Lyonnais, épisode Régis l'éventreur de Georges Combe
- 2015 : Braquo de Xavier Palud et Frédéric Jardin : Joseph-Marie Piétri  (saison 4)
- 2018 : Aux animaux la guerre d'Alain Tasma : Pierre Duruy